# IC 372
IC 372  ist eine linsenförmige Galaxie vom Hubble-Typ S0 im Sternbild Eridanus am Südsternhimmel. Sie ist schätzungsweise 184 Millionen Lichtjahre von der Milchstraße entfernt und hat einen Scheibendurchmesser von etwa 50.000 Lj.
Im selben Himmelsareal befinden sich u. a. die Galaxien NGC 1600, NGC 1601, NGC 1603, IC 373.
Das Objekt wurde am 11. Februar 1893 vom französischen Astronomen Stéphane Javelle entdeckt.